# Retrato del médico Alphonse Leroy
El Retrato del médico Alphonse Leroy es un cuadro pintado por Jacques-Louis David en 1783 y conservado en el museo Fabre de Montpellier. La atención prestada a los detalles naturalistas y los tonos vivos de la obra muestran una influencia en David de los pintores flamencos que había visto durante su estancia en Flandes en 1781. Jean-François Garneray, uno de sus alumnos, lo asistió para pintar las telas y la mano. El cuadro fue expuesto en el Salón de pintura y de escultura de 1783, y ahora forma parte de las colecciones del museo Fabre, que lo compró en 1829.

## Descripción
El cuadro representa al afamado médico obstetra Alphonse Leroy (1742-1816) sentado en su gabinete de trabajo, en la postura del sabio estudiando. Su mirada se centra en el espectador antes que hacia la hoja sobre su escritorio: ha sido interrumpido justo en el momento en que va a ponerse al trabajo, con la pluma en la mano. Está rodeado igualmente con atributos de su profesión: está acodado sobre un trabajo de Hipócrates que trata sobre las enfermedades de la mujer, el Morbi mulierum y se alumbra con una lámpara de mecha cilíndrica, denominada lámpara de quinquet, más luminosa que una vela, que fue una invención del propio Leroy. Este símbolo de modernidad también se relaciona con el lenguaje clásico del emblema: efectivamente, la lámpara, asociada al libro, es uno de los atributos del estudio y la erudición en la Iconología de Cesare Ripa. El fondo liso y neutro es característico de los retratos de David.